# レオノール・ドルレアン＝ロングヴィル
レオノール・ドルレアン＝ロングヴィル（フランス語：Léonor d'Orléans-Longueville, 1540年 - 1573年8月7日）は、ロングヴィル公、シャトライヨン公、ロトラン侯、モンゴメリー伯、タンカルヴィル伯、アブヴィル子爵、ムラン子爵、ヌーシャテル伯およびヴァランガン伯。ピカルディーおよびノルマンディーの総督、およびユグノー戦争において司令官をつとめた。

## 生涯
レオノールはロトラン侯フランソワとジャクリーヌ・ド・ロアン＝ジェの息子である。ロングヴィル公ルイ1世の孫にあたり、従兄弟フランソワ3世の死によりロングヴィル公位を継承した。レオノールはエストゥトヴィル公・サン＝ポル伯フランソワ1世・ド・ブルボンの娘でエストゥトヴィル女公のマリーと結婚した。
レオノールはラ・ロシェル包囲戦の後、1573年にブロワで死去し、シャトーダンに埋葬された。

## 子女
マリー・ド・ブルボンとの間に以下の子女が生まれた。
- アンリ1世（1568年 - 1595年） - ロングヴィル公[3]
- フランソワ（英語版）（1570年 - 1631年） - フロンサック公、サン＝ポル伯[3]
- アントワネット（1572年 - 1618年） - レッツ公シャルル・ド・ゴンディと結婚[3]、レッツ公アンリ・ド・ゴンディ（英語版）の母。
- エレオノール（1573年 - 1639年） - 1596年にシャルル・ド・ゴワイヨン・ド・マティニョン（1564年 - 1648年）と結婚
- 2人の未婚の娘